# Les quatre concepts fondamentaux de la psychanalyse
 (novembre 2015).
Si vous disposez d'ouvrages ou d'articles de référence ou si vous connaissez des sites web de qualité traitant du thème abordé ici, merci de compléter l'article en donnant les références utiles à sa vérifiabilité et en les liant à la section « Notes et références ».
Les quatre concepts fondamentaux de la psychanalyse est une retranscription d'un Le Séminaire que Jacques Lacan a tenu à l'École normale supérieure à Paris entre janvier et juin 1964, établie par Jacques-Alain Miller et publiée au Seuil en 1973.

## Contexte
En janvier 1963, Serge Leclaire succède à Jacques Lacan en tant que président de la Société française de psychanalyse (SFP). En mai des émissaires de l'Association psychanalytique internationale (API) sont envoyés à Paris et rencontrent Leclaire. Ils expriment non seulement des doutes quant à l’attitude de Lacan à l'égard de Freud, mais ils affirment que Lacan manipule le transfert à travers les sessions courtes : il doit donc renoncer à former des futurs psychanalystes. Au congrès de Stockholm de juillet, l'API vote un utltimatum : le nom de Lacan doit être rayé de la liste des didacticiens dans les trois mois à venir. Deux semaines avant l’expiration de l’ultimatum, une motion est votée  en ce sens, le 31 octobre. Le 19 novembre une réunion doit se tenir pour décider de la conduite à suivre vis-à-vis de Lacan et de l'AIP. Lacan écrit alors à Leclaire qu'il ne s'y rendra pas et qu'il ne peut se dédire, ce qui entraîne son exclusion le jour même. Le 20 novembre devait se tenir à Saint-Anne son séminaire, mais c'est une séance unique, intitulée «les Noms du père ». En effet, Lacan annonce l'arrêt de son séminaire ;  des fragments en seront publiés dans L’excommunication. Il reprend son séminaire hébergé dans les locaux de l'École normale supérieure en janvier 1964, s'adressant particulièrement aux normaliens, public plus nombreux et plus intellectuel, ce qui le conduit à modifier son style et son contenu. Selon Jacques Sédat, il abandonne alors son retour à Freud, pour développer davantage, dans le cadre de ce séminaire, sa propre pensée et les fondements de la psychanalyse.

## Contenu
Lacan parle de la censure de son enseignement et de son excommunication des cercles psychanalytiques officiels. Son objectif reste de former de futurs psychanalystes tout en se demandant si la psychanalyse est une science, si oui, dans quelles conditions et pour quel objet — science de l’inconscient ou science conjecturale du sujet — et que peut la psychanalyse nous apprendre de la science ? 
Lacan cherche dans ce onzième séminaire à mettre en évidence ce qu'il a nommé « les concepts freudiens majeurs - j’en ai isolé quatre qui semblent appartenir à cette catégorie... Les deux premiers, l’inconscient et la répétition. Le transfert - j'espère l’aborder la prochaine fois - et enfin la pulsion ».
Le titre de 1974 a souvent été contesté comparé à celui de 1964 intitulé « Les fondements de la psychanalyse » qui implique qu'il n'est pas question de concepts ni qu'il n'y en aurait que quatre.
Parmi les quatre concepts mentionnés, trois ont été développés par Lacan entre 1953 et 1963. Quant aux pulsions — dont l'importance a été grandissante depuis l'étude de l’objet a dans le séminaire de 1963 intitulé l’Angoisse — Lacan les considère comme fondamentalement différentes de besoins biologiques. Le principe de la pulsion n’est pas d'atteindre un but mais de suivre sa propre tension, qui est de graviter autour de l'objet. La véritable source de jouissance étant le mouvement répétitif de ce circuit fermé. Selon Lacan, Freud définit la pulsion (Trieb) comme une construction de quatre éléments discontinus « La pulsion n’est pas la poussée (Drang) ; dans "La pulsion et ses vicissitudes" Freud distingue quatre termes à la pulsion : (Drang), la poussée ; Quelle, la source ; Objekt, l’objet ; Ziel, la visée. Une telle liste peut sembler assez naturelle ; mon but est de prouver que ce texte a été écrit pour montrer que ce n’est pas si naturel que ça ». La pulsion est une construction profondément symbolique et culturelle. Les chemins de la pulsion sont structurés par trois voix grammaticales :
1. Active (voir)
2. Réflexive (se voir soi-même)
3. Passive (faire voir soi-même)

Les deux premières sont auto-érotiques ; seule dans la troisième un sujet apparaît, « ce sujet, l’autre, apparaît dans la mesure où la pulsion a été capable de montrer sa trajectoire circulaire », la pulsion est toujours active, c’est pourquoi il  n'écrit pas "être vu" pour la troisième instance.